# Ферх, Хайно
Хайно Ферх (нем. Heino Ferch; 8 августа 1963, Бремерхафен, ФРГ) — немецкий актёр театра, кино и телевидения.

## Биография
Родился в семье капитана торгового флота. Учился в музыкальной школе. Занимался танцами. В возрасте десяти лет начал заниматься художественной гимнастикой, вскоре стал участвовать в соревнованиях, и обнаружил в себе любовь к актёрскому мастерству. Дебютировал на сцене в возрасте 15 лет в Бремерхафенском городском театре с акробатическим номером. До 1984 года выступал в Европе в составе сборной Германии по художественной гимнастике. До 1987 года обучался в Моцартеуме в Зальцбурге. Помимо занятий актёрского мастерства, посещал курсы чечётки, балета и вокала.
С 1987 по 2007 год жил в Берлине, с 2007 года — в Иннинг-ам-Аммерзе, земли Бавария.
С 1987 по 1990 год — член культурного объединения Freie Volksbühne Berlin. С 1990 по 1994 год выступал на сцене берлинского Театра Шиллера, кроме того, в качестве приглашённого актёра — в Театре Ла Скала в Милане и в венском Бургтеатре. В 1992 году сыграл 120 спектаклей «Голубой ангел» в Западном театре Берлина.
В конце 1980-х переключился с театра на кино и телевидение. Снялся в около 146 фильмах.

## Избранная фильмография
- 2018 — Хот-Дог / Hot Dog — Амо Хедманн
- 2018 — Ку’дамм 59 / Ku’damm 59 — Юрген Фассбендер
- 2017 — Берлинская резидентура / Berlin Station — Йозеф Эммерих, заместитель лидера партии «Перспектива для Германии»
- 2017 — Охотники за искусством[нем.] / Allmen — частный детектив Йоханнес Фридрих фон Аллмен
- 2016 — Ку’дамм 56[нем.] / Ku’damm 56 — Юрген Фассбендер
- 2014 — Французская сюита / Suite Française — майор
- 2013 — Отель «Адлон». Две семьи. Три судьбы. (ТВ-сериал) — Луис Адлон
- 2010 — Макс Шмелинг: Боец Рейха / Max Schmeling — Макс, тренер
- 2008 — Чудо в Берлине / Das Wunder von Berlin
- 2008 — Комплекс Баадера — Майнхоф / Der Baader Meinhof Komplex — эпизод
- 2007 — Сумасшедшее Рождество / Meine schöne Bescherung
- 2007 — Сокровища Трои / Der geheimnisvolle Schatz von Troja — Генрих Шлиман
- 2006 — Гетто / Ghetto — Якоб Генс
- 2005 — О поисках любви / Vom Suchen und Finden der Liebe
- 2005 — Д’Артаньян и три мушкетёра — Атос
- 2005 — Воздушный мост / Die Luftbrücke — Nur der Himmel war frei
- 2004 — Бункер — Альберт Шпеер
- 2003 — Чудо в легенде / Das Wunder von Lengede — Франц Вольберт
- 2003 — Лев / Le Lion — Жюльен Келлер
- 2002 — Юлий Цезарь — Верцингеториг
- 2002 — Ночью в парке / Nachts im Park — Штеффен
- 2002 — Наполеон / Napoléon — Арман Огюстен Луи де Коленкур
- 2002 — Экстремалы / Extreme Ops — Марк
- 2001 — Туннель / Der Tunnel Гарри — Мельхиор
- 2000 — Марлен / Marlene — Карл Зейдлиц
- 1999 — Меткий стрелок / Straight Shooter — Фолькер Бретц
- 1999 — Вспомнить всё 2070 / Total Recall 2070
- 1999 — Бесстрашный / The Unscarred — Джоанн
- 1998 — Смертельные враги — неверное решение / Todfeinde — Die falsche Entscheidung
- 1998 — Двое мужчин, две женщины — 4 проблемы? / 2 Männer, 2 Frauen — 4 Probleme!?
- 1998 — Вдовы / Widows — Erst die Ehe, dann das Vergnügen — Винс Травелли
- 1998 — Беги, Лола, беги — Ронни
- 1998 — Башня перворожденного
- 1997 — Комедийный музыкант / Comedian Harmonists
- 1997 — Война Люси / Lucie Aubrac — Клаус Барби
- 1997 — В зимней спячке / Winter Sleepers — Марко
- 1997 — Берите от жизни всё / Das Leben ist eine Baustelle
- 1996 — Лесной царь — офицер Рауфайзен, командир спецшколы NaPolA, оберштурмбаннфюрер
- 1994—1995 — Телефон полиции — 110
- 1991 — Кто боится красного, желтого, голубого? / Wer hat Angst vor Rot, Gelb, Blau?

## Награды
- 1998: Баварская кинопремия за 1997 г.
- 1998: Кинопремия UCI
- 2001: Баварская телевизионная премия
- 2002: Премия «Золотая камера»
- 2003: Премия «Берлинский медведь»
- 2003: Премия «Бэмби»
- 2004: DIVA — Немецкая премия в области развлечений
- 2006: Премия Джемини (Академии канадского кино и телевидения, Торонто)
- 2008: Кинопремия «Юпитер»
- 2017: Премия «Аскания»